# 4303 Savitskij
4303 Savitskij este un asteroid din centura principală, descoperit pe 25 septembrie 1973 de Liudmila Juravliova.